# Chol Kiri
Huyện Chol Kiri (tiếng Khmer: ស្រុកជលគីរី) là một huyện nằm ở tỉnh Kampong Chhnang, miền trung Campuchia.

## Hành chính
Huyện này được chia thành 5 xã (khum) và 26 làng (phum).